# Parmotrema saccatilobum
Parmotrema saccatilobum är en lavart som först beskrevs av Taylor, och fick sitt nu gällande namn av Hale. Parmotrema saccatilobum ingår i släktet Parmotrema och familjen Parmeliaceae.   Inga underarter finns listade i Catalogue of Life.